# ألوندرا هيدالجو
ألوندرا هيدالجو (بالإسبانية: Alondra Hidalgo)‏ هي ممثلة مكسيكية، ولدت في 17 فبراير 1989 بمدينة مكسيكو في المكسيك.

## أعمال

### أفلام
- (2015) صحراء

## وصلات خارجية
- ألوندرا هيدالجو على موقع IMDb (الإنجليزية)